# Ахмат Кадиров
Ахмад Абдулхамидович Кадиров (на руски: Ахмад Абдулхамидович Кадыров) е религиозен и държавен деец от Чечения, Русия.
Продължително време е религиозен водач (мюфтия) на Чеченска република Ичкерия. По време на Втората чеченска война преминава на страната на руските федерални части.
Президент е на Чеченската република до смъртта си на 9 май 2004 г. Загива вследствие на терористичен акт от противници на руското присъствие в Чечня.
1. ↑  www.hs.fi //   Посетен на 10 април 2022 г.